# Анан, сын Анана
Анан, сын Анана; также Анан бен Анан (др.-евр. חנן בן חנן‬; Ханан бен Ханан; лат. Ananus ben Ananus; где Анан (Ханан) 0 «благий, милостивый»), — иудейский первосвященник во времена царя Агриппы II в 62 году на протяжении трёх месяцев. Персонаж исторических трудов Иосифа Флавия.

## Жизнеописание
Анан родился в начале христианской эры (Иосиф Флавий, «Иуд. война», IV, 3, §§ 7, 10); в 62 году был назначен Агриппой II первосвященником, но оставался им только три месяца.
В качестве председателя синедриона он, воспользовавшись тем, что должность прокуратора Иудеи была одно время вакантной, приговорил к смертной казни некоторых неприятных ему лиц как нарушителей закона (сказание, будто среди этих жертв был Иаков, брат Иисуса, является христианской интерполяцией к Флавию; ср. Schürer, Gesch., т. I, с.581). Новый римский прокуратор Альбин сделал ему выговор за такой своевольный поступок, Агриппа же лишил его сана («Древн.», XX, 9, § 1).
Однако после начала Иудейской войны в 66 году, Анан занял снова руководящее положение. Вместе с Иосифом бен-Горионом он подготовил защиту Иерусалима против римлян («Иудейская война», II, 20, § 3; 22, §§ 1, 2), но тотчас же выступил против зелотов и их вождя Симона бар-Гиоры.
Когда после покорения Галилеи бежавшие оттуда зелоты во главе с Иоанном из Гискалы прибыли в Иерусалим, а иудейские зелоты, заключив в тюрьмы всех видных представителей умеренного образа мыслей как друзей Рима, завладели храмом и захватили управление первосвященническими делами, Анан стал во главе народа для противодействия зелотам и окружил их в храме. Иоанн, одно время помогавший ему, заподозрил его в дружбе с Римом и перешёл на сторону зелотов. Он призвал в Иерусалим идумеев, и они убили Анана, который вместе с другими руководителями препятствовал их входу в город («Иудейская война», IV, 5, § 2).

## В Талмуде
Анана характеризуют как человека прямого и бескорыстного, красноречивого, влиятельного, свободолюбивого демократа, правильно предвидевшего, что единственное спасение для Иерусалима заключалось в примирении с Римом. С другой стороны, Анан, который вместе с Симоном бен-Гамлиилом настаивал на том, чтобы лишить Иосифа Флавия командования войском в Галилее (Vita, 38, 39, 44, 60), характеризуется Иосифом как человек подкупный. Его образ действий в синедрионе — чисто саддукейский.
Эти данные о его саддукейских тенденциях находят подтверждение в сообщении Талмуда о саддукейской форме богослужения в храме за последнее десятилетие перед разрушением храма и о враждебном отношении к нему со стороны фарисейских учителей того времени. Это сообщение послужило поводом к распространённому мнению, что его служение было попыткой насильственного (правда, кратковременного) восстановления саддукеизма, который уже давно был побежден фарисеизмом. Было также мнение, что саддукейские взгляды преобладали всё время в культе, и лишь впоследствии уступили место фарисейским.